# Ivan Vrba
Ivan Vrba (Zlín, 15 de junio de 1977) es un deportista checo que compitió en ciclismo en la modalidad de pista, especialista en la prueba de keirin.
Ganó una medalla de bronce en el Campeonato Mundial de Ciclismo en Pista de 2004 y una medalla de plata en el Campeonato Europeo de Ómnium de 2004.

## Medallero internacional
| Campeonato Mundial | Campeonato Mundial    | Campeonato Mundial | Campeonato Mundial |
| Año                | Lugar                 | Medalla            | Competición        |
| ------------------ | --------------------- | ------------------ | ------------------ |
| 2004               | Melbourne (Australia) | Medalla de bronce  | Keirin             |
| Campeonato Europeo |                       |                    |                    |
| Año                | Lugar                 | Medalla            | Competición        |
| 2004               | Valencia (España)     | Medalla de plata   | Ómnium esprint     |

1. ↑  Campeonato Europeo realizado sólo para la disciplina de ómnium.
2. ↑  Variedad de ómnium que incluía cuatro pruebas de esprint: 200 m vuelta lanzada, keirin, eliminación y velocidad individual.